# Old Fort (Ohio)
Old Fort – jednostka osadnicza w Stanach Zjednoczonych, w stanie Ohio, w hrabstwie Seneca.